# Estación de Ágreda
Ágreda fue una estación de ferrocarril situada en el municipio español de Ágreda, en la provincia de Soria, comunidad autónoma de Castilla y León. Perteneciente a la línea Soria-Castejón, las instalaciones estuvieron en servicio entre 1941 y 1996.

## Situación ferroviaria
La estación estaba situada en el punto kilométrico 55,4 de la línea férrea de ancho ibérico Soria-Castejón.

## Historia
La construcción de la línea Soria-Castejón estaba prevista en el Plan de Ferrocarriles de Urgente Construcción que promulgó la dictadura de Primo de Rivera. La construcción del trazado se inició en 1927, si bien los trabajos se acabaron alargando debido a las vicisitudes de la época. La línea fue inaugurada oficialmente en septiembre de 1941. Las infraestructuras pasaron a integrarse en RENFE, creada ese mismo año como consecuencia de la nacionalización de la red ferroviaria de ancho ibérico. El municipio de Ágreda llegó a contar con una estación de ferrocarril propia, que disponía de un edificio de viajeros, muelle-almacén de mercancías y varias vías de servicio. La estación se mantuvo operativa hasta que en 1996 se cerró a la circulación el trazado comprendido entre Soria y Castejón debido al escaso tráfico que movía, quedando sin servicio las infraestructuras.